# Zalduendo
Pour les articles homonymes, voir Zalduendo (homonymie).
Zalduendo est une localité du municipio (canton ou municipalité) de Arlanzón, comarca (communauté historique, pays ou comté) de l'Arlanzón, dans la communauté autonome de Castille-et-León, province de Burgos, située dans le Nord de l’Espagne.
Sa population était de 64 habitants en 2008.
Le Camino francés du Pèlerinage de Saint-Jacques-de-Compostelle, dans une variante sud vers Burgos par Castrillo del Val, passe par cette localité.

## Géographie
Zalduendo est à 5,5 km d'Arlanzón, et à 20 km à l'est de Burgos.

## Culture et patrimoine

### Pèlerinage de Compostelle
Sur le Camino francés du Pèlerinage de Saint-Jacques-de-Compostelle, on vient de Santovenia de Oca sur la variante sud de San Juan de Ortega à Burgos par Castrillo del Val.
La prochaine halte est Ibeas de Juarros à l'ouest, sur la même variante.

## Sources et références
- (es) Cet article est partiellement ou en totalité issu de l’article de Wikipédia en espagnol intitulé « Zalduendo (Burgos) » (voir la liste des auteurs).
- Grégoire, J.-Y. & Laborde-Balen, L. , « Le Chemin de Saint-Jacques en Espagne - De Saint-Jean-Pied-de-Port à Compostelle - Guide pratique du pèlerin », Rando Éditions, mars 2006,  (ISBN 978-2-84182-224-9)
- « Camino de Santiago St-Jean-Pied-de-Port - Santiago de Compostela », Michelin et Cie, Manufacture Française des Pneumatiques Michelin, Paris, 2009,  (ISBN 978-2-06-714805-5)
- « Le Chemin de Saint-Jacques Carte Routière », Junta de Castilla y León, Editorial Everest